# 間諜教室
《間諜教室》是竹町所著的日本輕小說系列，由Tomari擔綱插畫。2020年1月開始出版至14卷（本篇11卷、短篇集4卷），由KADOKAWA的富士見Fantasia文庫發行。第32屆Fantasia大獎得獎作品。這本輕小說真厲害！2021文庫類別以及新作類別第2位。
該小說發行之初的宣傳影片由梅原裕一郎、雨宮天、伊藤美來、東山奈央、悠木碧、上坂堇、佐倉綾音、楠木燈共8名聲優聲演參與。第5卷發行後水瀨祈加入。截至2021年9月，本系列累積發行逾50萬本。
2020年7月號改編漫畫於月刊Comic Alive開始連載，由擔任作畫。2023年1月5日改編電視動畫首播，動畫製作公司為feel.。

## 故事概要
在世界大戰結束後，各國認知到戰爭太不符合成本效益，於是在締結和平協議、捨棄明刀明槍的「光明戰爭」後，轉而投入大量資源訓練間諜，展開以資訊戰為主的「影子戰爭」。當被稱為「世界最強間諜」的隊伍「火焰」在一場生化武器奪還任務中全滅後，隊伍唯一的倖存者間諜、代號「燎火」的克勞斯創立全新「燈火」小隊，專門解決死亡率高達九成以上的「不可能任務」之間諜組織。但他所挑選的用來成立「燈火」的多名少女，幾乎都是在各個間諜培育學校中被稱為「吊車尾」的問題學生。再者，克勞斯雖然身懷極為高超的間諜技術，卻因自己太過於天才而缺乏教導他人的能力，令少女們對一個月後要進行的任務擔心不已。而她們在陽炎宮一起生活時的一些規矩，包括第26條「七人合力生活」、第27條「外出時要拿出真本事」等等更是莫名其妙。面對眼前的必死困局，少女們在代號「花園」的百合帶領下展開計劃，決定以打敗克勞斯這名「世界最強間諜」為目標，在這間「間諜教室」中掀起一連串爾虞我詐的訓練課程。

### 分卷概要
第1卷：「花園」百合
迪恩共和國的間諜學生、代號「花園」的百合因冒失的性格而成為學校中的吊車尾，某一天被招募到由剛克勞斯創立的「燈火」小隊。雖怕死卻一心想着出人頭地的百合來到「燈火」的根據地「陽炎宮」後，在大堂遇見其他六名少女，才發現這支小隊的其他成員都是跟自己年齡相近，而且在其他間諜學校也是吊車尾的問題學生。加上克勞斯不具備教導別人的能力，就這樣去執行「不可能任務」恐怕難逃一死。危急時刻迫使百合率先做出行動，試圖強迫克勞斯改變主意，雖未成功但也獲得克勞斯賞識，而被推選為「燈火」的隊長。而在接下來的一個月中，百合帶領少女們輪番挑戰克勞斯，來為「不可能任務」做準備。克勞斯更是根據「火焰」最後任務慘敗的情形，判定「火焰」中存在叛徒，與少女們安排好完備的措施，以完成「火焰」未能完成的使命。
第2卷：「愛娘」葛蕾特
新生間諜團隊「燈火」齊心協力完成生化武器奪還任務，原本打算就此解散團隊的克勞斯，在全體少女們的訴求下讓「燈火」繼續運作。「燈火」的下一項任務是負責剷除冷酷無情的加爾迦多帝國殺手「屍」，其已在各地殺害無數名政治人物。克勞斯深知這次任務的危險程度，因此決定從團隊中選出四名最強成員。然而他挑選出來的百合、葛蕾特、席薇亞和莎拉四人，不僅實力堪憂、甚至還負責一項看似與任務毫不相干的事務：在一間政治官邸內當女傭；而宅邸周圍疑似徘徊著“疤面”刺客。四人隨著任務進度開始慢慢意識到，她們的臥底任務其實是負責保護「屍」的目標、並舉發「屍」的同謀，而克勞斯與剩餘“未被選中”的四名少女則負責抓捕「屍」的實戰。而長期對克勞斯抱有戀慕之情的葛蕾塔擔任這次任務參謀，決定以這次的戰果讓克勞斯接受心意。
第3卷：「忘我」安妮特
兵分兩路的「燈火」順利完成抓捕「屍」以及舉發其同謀的任務後，同為選拔組的緹雅、莫妮卡、愛爾娜和安妮特卻沒有按時返回，克勞斯便帶著百合前去尋找四人的下落。時間回到四天前，完成任務的四名選拔組少女在共和國南部的娛樂城享受短暫假期，突然遇到一名自稱是安妮特母親的女子——瑪蒂達。雖然安妮特出身不明、且喪失兒時的全部記憶，但三名少女根據長相而確認她們是失散的母女。莫妮卡經過調查得知，瑪蒂達實為正遭受當地陸軍通緝的帝國間諜，為了團隊著想而執意要舉發她。緹雅卻不願安妮特失去剛重逢的母親，但深知自己若協助瑪蒂達，無異於背叛祖國及「燈火」。為了不讓天真無邪的安妮特傷心，緹雅提前做好與莫妮卡“決裂”的準備，使無法及時趕到的克勞斯化解不了「燈火」所面臨的巨大危機。
第4卷：「夢語」緹雅
隨著克勞斯帶領「燈火」打敗的間諜殺手「屍」全盤托出，使來歷不明的帝國間諜組織「蛇」終於浮出水面。為了調查其真面目，「燈火」全員渡海抵達敵人巢穴所在的新大陸，穆札亞合眾國的大都市「米塔里歐」。但被克勞斯賦予指揮任務之職的緹雅，卻因為先前任務的兩度“失算”，逐漸喪失身為間諜的信心。何況這次的戰場異常兇險，數月來許多世界各國的頂尖間諜陸續命喪於此，其中包括緹雅所憧憬的「火焰」的老大「紅爐」。幕後黑手則是「蛇」的成員、在米塔里歐居於王者的「紫蟻」，在城市各個角落佈滿臣服於他的「工蟻」，僅憑一人之力重創各國諜報機關。隨著團隊陷入苦戰，背負龐大壓力的緹雅回想起「紅爐」對她說的話，決定重新振作而慢慢成為眾所期待的「英雄」，向城市中所有被迫站在絕望深淵的人們伸出援手。
第5卷：「愚人」愛爾娜
原先在各個間諜培育學校裡被貼上「吊車尾」標籤的八名少女組成的間諜團隊「燈火」，如今在克勞斯的帶領下完成一個又一個「不可能任務」。幾度克服苦難、逐步養成實力的她們，彼此之間產生強大的凝聚力。另一方面，各國諜報機關因「紫蟻」的打擊而紛紛將新人投入前線，其中包括由共和國所有間諜培育學校中最頂尖的六人組成的新團隊——「鳳」。出類拔萃的「鳳」剛好急缺一名優秀的老大，因此將目光鎖定在克勞斯身上，強迫「燈火」交出老大並解散團隊。由於兩隊實力差距判若雲泥，何況「燈火」全員都未經歷過畢業階段，因此嚴重缺乏「詐術」——即是與自己的特技最契合的騙術——的培養。兩隊答應在龍衝“龍魂城寨”內即將進行的文件奪取任務中決一勝負，而唯一能使「燈火」脫離瓦解危機的成員，卻是八名少女中最會招致“不幸”的愛爾娜。
第6卷：「百鬼」席薇亞
龍衝的任務使「燈火」和「鳳」化敵為友、攜手同行，然而兩個月後卻傳來「鳳」在芬德聯邦全軍覆沒的噩耗。「燈火」強忍著失去同袍的悲痛，趕到芬德聯邦首都修羅調查起因，卻得知「鳳」下落不明的唯一生還者，已成為暗殺王族——達林皇太子未遂的嫌犯。而芬德聯邦擁有無堅不摧、效忠於王族的防諜機關CIM，其中專抓間諜的防諜部隊「貝里亞斯」，阻擋在獨自走訪調查的席薇亞面前。即使席薇亞從不畏懼強權，但深知一旦得罪對方都會引發兩國衝突，只能以緹雅留下來當人質的方式配合對方。然而才逃過一劫的達林皇太子很快遭人暗殺身亡，看似毫無進展的席薇亞深入調查後卻發現，「貝里亞斯」疑似“賊喊捉賊”的驚天內幕。無法容忍的席薇亞決定為所失去的一切報仇雪恨，與同伴聯手為殺死「鳳」的仇敵設下圈套，使「燈火」深陷進重重陰謀與混沌之中。
第7卷：「冰刃」莫妮卡
隨著「燈火」成功壓制殺害同胞「鳳」的仇敵「貝里亞斯」，並證實「蛇」是幕後操縱者，這時卻發生意想不到的事態。「燈火」的重要核心——「冰刃」莫妮卡突然背叛，與「蛇」的成員「翠蝶」聯手設下計謀，造成緹雅、愛爾娜和安妮特三人分別輕重傷，連葛蕾特也被擄為人質。百合與席薇亞對於莫妮卡的叛逃錯愕不已，數日下來只能與克勞斯四處奔波，全力尋找莫妮卡下落且質問真相。而造成莫妮卡斬斷情誼的主要原因，即是她一直藏於心中、對「燈火」中一名少女的暗戀被「蛇」發現，才使她受到「翠蝶」脅迫而深陷絕境。為了保護心上人的性命，莫妮卡不得已用苦肉計冒險與「蛇」周旋，同時得到當地反政府組織的協助，做好與身為老師的克勞斯與整個CIM一戰的準備。即使深知自己將會與世界為敵，莫妮卡仍然決定獨自背負一切，愛戀擁抱到最後一刻。
第8卷：「草原」莎拉
付出巨大犧牲的「燈火」雖然成功揪出CIM內的“毒蛇”，代價卻是安妮特、愛爾娜和葛蕾特仍重傷不起，克勞斯和緹雅分別遭到CIM拘禁，獨自背罪的莫妮卡也生死未卜，百合與席薇亞更是不知所措。在這至暗時刻，「燈火」“最弱”的少女莎拉勇敢站出來發聲，發誓會抓出一切事端的元兇「白蜘蛛」。即使深知是以卵擊石，莎拉還是冒著與CIM對立的風險，與百合與席薇亞一同奔走、守護「燈火」的未來，在此期間想出足以讓敵人自亂陣腳的奇招。首先是依靠神秘新成員、代號「炯眼」的力量，再來是讓眾所周知已毀滅的「鳳」“復活”，讓「鳳」與「燈火」再度融為一體，完成她們最後的聯合任務。一直以來對自己成為間諜之理由感到捉摸不定的莎拉，這次終於找到屬於自己的理由而展開絕地反攻。
第9卷：「我樂多」安妮特
芬德聯邦的激戰過後，「燈火」全員來到萊拉特王國西北方海島「馬紐斯島」享受為數十四天的休假，而克勞斯卻下達令少女們不解的神秘指令——「只能在第一天、第十三天、第十四天全員集合」。到了第十三天，只有安妮特一人莫名地不見蹤影，使少女們慢慢拼湊她們在這十三天內各自不同的行動。葛蕾特協同著愛爾娜與島上的一名少女互爭「克勞斯未婚妻」之位，緹雅和莎拉追查一宗受“詛咒”的連續殺人事件，經過深入發現其實源自島民與海軍之間爆發的領土衝突。而百合、席薇亞與莫妮卡幸運尋獲當地傳說中的海盜船，卻為了找回遺失的子彈而四處奔走。隨著各個真相逐步明朗，一行人最終找到安妮特疑似改變與成長的足跡，而重裝上陣的「燈火」也迎來即將各散東西的巨大轉折點。
第10卷：「高天原」莎拉
為了掌握在世界檯面下進行的陰謀「曉闇計劃」的真相，「燈火」以兩人一組、兵分四路的方式潛入計劃的發源地——萊拉特王國，各自進行長達一年的臥底行動。由於想查實計劃內幕則必須接近王國首相，被封為計劃中心人物的愛爾娜，伴隨搭檔安妮特開始四處奔走、煽動民心，想辦法與當地的反政府秘密結社聯手發起革命、進而顛覆王國政府。但一行人的決心在這座「民主革命失敗的國家」卻顯得不切實際，何況也是「火焰」的兄弟檔生前都沒能完成的使命。而最大障礙則是維護腐敗王政府的防諜機關「創世軍」，由世界最頂尖間諜之一的「妮姬」帶領，其以戰無不勝的謀略加上心狠手辣的戰術，開始將魔掌伸向愛爾娜一行人。危難之際，脫胎換骨的莎拉化為「助長火焰的草原」，以決心與真本事挺身而出，召集動物們來為同伴爭取革命先機。
第11卷：「付燒刃」莫妮卡
欲在萊拉特王國發起革命的「燈火」，與防諜頭目「妮姬」的首戰以體無完膚的慘敗告終，「草原」莎拉與大部分革命份子遭到逮捕，僥倖逃脫的愛爾娜一行人陷入前景一片黑暗的絕境。由於若想拯救同伴則必須完成革命，愛爾娜強忍痛苦、下定決心繼續奮鬥。為了尋求更強大的助力，愛爾娜冒險接觸來歷不明的秘密結社「LWS劇團」，與外表看似滑稽、實則神通廣大的現任代表蘇西聯手，甚至得知她身為「火焰」兄弟檔所遺留的繼任者。然而即使命運般相會的兩個隊伍互助彼此，由絕對強者所刻下的失敗傷痛，仍困擾且侵蝕著愛爾娜的心靈與鬥志。絕境之中，「燈火」最強少女——「灰燼」莫妮卡毫不畏懼地擋在「妮姬」的面前，靠自己的全新刀刃“以火克火”，戰鬥到最後一刻，重燃同伴們的革命希望。

## 角色列表
這裡只介紹間諜團隊「燈火」全員，其他角色請參考上方的角色列表。
「燎火」克勞斯（聲：梅原裕一郎）
「燈火」的老大，原為迪恩共和國最強間諜團隊「火焰」最後倖存的成員，在「火焰」全軍覆沒後成立新團隊「燈火」。20歲，皮膚極白、長髮過肩、面不改色的美男子。自稱「世界最強間諜」，擁有極為強大的實力，至今從未在任務中失手。口頭禪為「好極了」（極上だ）。但由於自己天分過高，所以不具備教導別人的能力，面對一群各有所長的問題學生們，只能以刺激方式來逼出她們的潛能。將「火焰」和「燈火」的成員視為家人，即使有任務在身都會不惜一切去守護她們。
「花園」百合（聲：雨宮天）
「燈火」的隊長，同時身為執行組成員。17歲，出身於偏鄉、不諳世事的銀髮少女。性格樂天單純，不屈不撓，具有號召力和行動力，多次將「燈火」凝結成一個集體。專長是用毒，自身還擁有百毒不侵的特異體質，故可以使用對常人而言等同自殺的範圍攻擊。缺點是冒失、容易上當，總是會製造麻煩。是八人之中首個以專長向克勞斯發起挑戰的人，因為她肯為同伴著想的精神、加上危機時刻率先採取行動的資質，才被克勞斯推選為「燈火」的隊長。
「愛娘」葛蕾特（聲：伊藤美來）
「燈火」的參謀，負責規劃行動。政治家的女兒，18歲，紅髮。喜歡克勞斯。專長是包含聲音在內的完美變裝，由於身材扁平，因而也能輕鬆假扮成男性。至今除了克勞斯外，沒有人能看穿她的易容。缺點是患有男性恐懼症，一旦和克勞斯之外的男性太靠近便會生理不適。後來揭露左臉到頸部有一塊天生的巨大疤痕，因此無法發揮政界千金的社交功能，被父親以近乎遺棄的方式送來間諜學校後，給自己取了「愛娘」（意即愛女）這個諷刺的代號。
「百鬼」席薇亞（聲：東山奈央）
「燈火」的執行組成員。幫派老大的長女，17歲，白髮。待人開朗、神情凜然且富有正義感。專長是偷竊，缺點是性格暴躁、說話毒辣。為了保護弟妹而長期受到父親打罵虐待，最終向警方舉報自己的父母，進入間諜學校後一直將打工的薪水匯到弟妹居住的孤兒院，立志成為間諜以繼續保護其他受苦的孩子們。
「冰刃」莫妮卡（聲：悠木碧）
「燈火」的執行組成員。藝術家的女兒，16歲，略帶藍色的銀髮，習慣用「在下」為第一人稱。專長是偷拍和計算，實力也是全隊最好的人。缺點是內心冰冷、極度自負、團隊意識欠佳。直到加入「燈火」之後開始學會重視團隊，並開始養成看戀愛小說的習慣。她同時對「燈火」的一名成員（女性）抱有戀愛感情，這也成為她的一大弱點。
「夢語」緹雅（聲：上坂堇）
「燈火」的現場指揮官，實際功能上的隊長。大型新聞社社長的獨生女，18歲，黑長髮。專長是談判、色誘和勸降，也是隊伍中的「戀愛大師」。特殊才能是跟人對視雙目三秒鐘後，便能得知對方心中深處的最大慾望。缺點是抗壓性不佳，容易受挫，且意外地容易受騙。數年前曾受到「火焰」的前領導人「紅爐」相救，受到她鼓勵與指引而對她心生仰慕，因而決心追隨其腳步成為間諜。
「草原」莎拉（聲：佐倉綾音）
「燈火」的特殊組成員。出身自經營餐廳的普通家庭，15歲，褐髮，戴著一頂報童帽。性格溫柔、腼腆，習慣以「小妹」自稱，十分照顧安妮特和愛爾娜。特殊專長是馴服動物，並讓牠們協助任務。她也是克勞斯之外最能讓安妮特聽話的人。缺點是受培訓時間很短，故相關能力皆偏弱，而且有些許的自卑傾向。家裡經營的餐廳在帝國間諜和陸軍情報部爆發的爭執中半毀，導致她們一家欠下大筆債務的情況下，縱使她為了養家而進入間諜學校。
「忘我」安妮特（聲：楠木燈）
「燈火」的特殊組成員。出身不明，對四年前加入間諜學校之前的過去完全沒有記憶。14歲，灰桃色頭髮，習慣用「本小姐」為第一人稱。特殊專長是下至修水管補牆壁、上至組裝和拆解炸彈的各種機械工藝，以及過目不忘的記憶力，是團隊的重要後勤。缺點是個性過於奔放，而且相當乖僻，常因為小事（例如自己長不高）發怒。
「愚人」愛爾娜（聲：水瀨祈）
「燈火」的特殊組成員。富家的千金，14歲，金髮，語句尾習慣加一個「…呢」。特殊才能是引來不幸，並感應到附近不幸的事件將要發生的時間和地點。缺點是不善與人溝通，也是最晚加入的「燈火」成員。八歲時家中因一場人為火災而全毀，成長過程中一直無法擺脫不想遭遇不幸，但又渴望因遭遇不幸而能被同情的矛盾心理。

## 作品用語與地名

### 用語
世界大戰
作品中被稱為人類歷史上規模最大的戰爭，是以現實中的第一次世界大戰為原型。戰爭起源於工業革命、重工業帝國主義以及殖民主义產生的衝突，發起者則是由芬德聯邦、萊拉特王國為首的「聯合國」、以及以加爾迦多帝國為首的「軸心國」。
戰爭結束的十多年下來，各國因為戰爭不符成本效益而結束「光明戰爭」，取代而之的是展開以情報戰為主的「影子戰爭」。
不可能任務
級別與難度被判斷為“不可能達成”的任務，一般情形都是曾被一流間諜或軍人執行過卻以失敗告終，導致敵方產生警戒而大幅提升任務難度。
執行不可能任務的難度極其高，其成功率連一流間諜都不到一成，而死亡率更是超過九成。
地獄人偶
一種本由迪恩共和國軍方開發、卻不慎落入加爾迦多帝國手中的生化武器，是一種具有大規模殺傷性的病毒樣本，也是「燈火」在最初不可能任務中的奪取目標。

### 地名

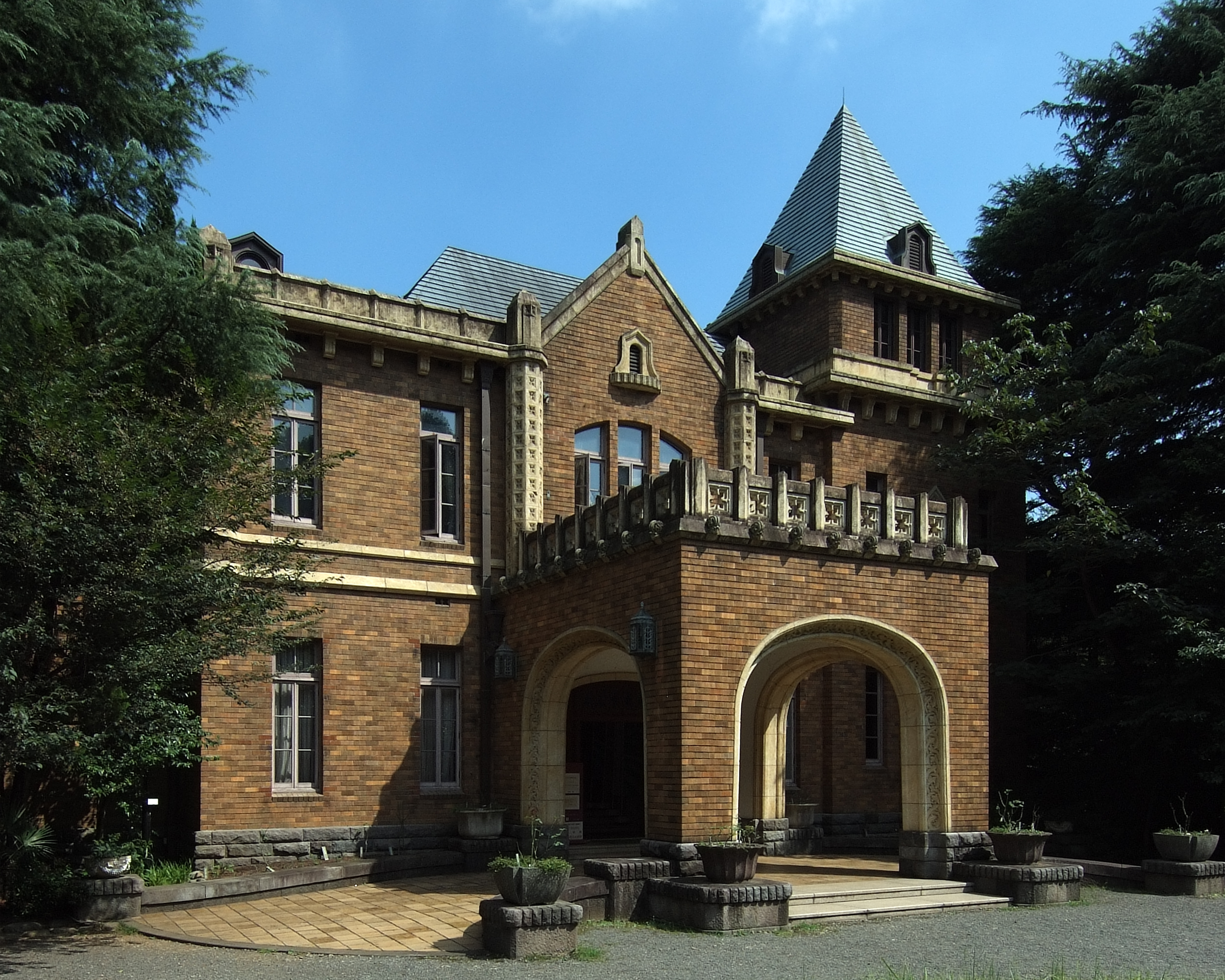
旧前田公爵邸，陽炎宮在動畫中的原型。

迪恩共和國
本作品主要舞台，作為世界大戰的受害國之一，原是與戰爭無緣、沒跟上工業革命、嚮往和平主義的農業國家，直到在世界大戰中受鄰國加爾迦多帝國侵略、摧殘而造成重大傷亡。戰爭後作為「影子戰爭」的主戰方之一，為了取勝而成立各個間諜培育機構來致力於間諜教育，也是間諜團隊「火焰」、「燈火」、「鳳」的所屬國。
根據作品中的描述以及動畫中的地理位置，顯示該國是以現實中的比利時為原型，
陽炎宮
一座藏於迪恩共和國港都「佳瑪斯宗教學校」內的巨大洋房，偏僻的地理位置加上被猶如城墻般的多排建築覆蓋而難以找到其位置，必須靠校內倉庫的秘密通道才能到達。作為間諜團隊「火焰」的多年根據地，後來也成為「燈火」成員同居且接受訓練的根據地。在動畫中，陽炎宮的外型與內部設計取自日本東京都目黒区駒場公園的「舊前田家本邸」。
加爾迦多帝國
「影子戰爭」的主戰方之一，是與迪恩共和國處於敵對關係的鄰國，而在世界大戰中屬於戰敗的軸心國之一，也是神秘間諜團隊「蛇」的所屬國。
根據原作與動畫中的描述，顯示該國是以現實中的德國為原型，而首都「達爾頓」亦是以德國首都柏林為原型，作品中被稱作是「世界第一大都市」。
恩蒂研究所
位於帝國鄰郊的藥物研究所，表面上作為普通製藥公司的辦事處，然而實際上作為研究最新武器、進行各種非法實驗的機關，作為「燈火」首個任務的主要進行地點。
穆札亞合眾國
世界最強的經濟大國，並未參與世界大戰，期間僅僅為同盟國提供糧食與武器，短短幾年內就變成掌握世界經濟命脈的超級大國。該國所屬防諜機關是「JJJ」。
根據原作與動畫中的描述，顯示該國是以現實中的美國為原型，而位於西部、高樓聳立的大都市「米塔里歐」亦是以紐約市為原型，作為小說第4卷的主要地點。
威斯波特大樓
位於米塔里歐中心的最高大樓，也是為期半年的「托爾法經濟會議」的舉辦地，同時成為雲集各國間諜的中心地帶，大樓是以現實中的帝國大廈為原型。
龍衝
位於「極東」、與龍華民國毗鄰的小國，當時也是芬德聯邦的殖民地，是一座連接東西、混雜著西央式與龍華式文化的城市。
根據原作中的描述，該國是以現實中英治時期的香港為原型，作為小說第5卷的主要地點。
龍魂城寨
龍衝內的一座非法住宅群，原是為了抵禦外敵而建立，如今變成堆滿各國難民的無政府社區，並由本地黑幫「鋼瓮幫」掌管，城寨是以現實中已拆卸的九龍城寨為原型。
芬德聯邦
以紅茶、王室與霧聞名、最早完成工業革命的殖民國家，作為穆札亞合眾國之前的「世界前霸主」，並採取以王室為頂點的中央集權體制，該國所屬防諜機關是「CIM」。
在世界大戰時與萊拉特王國組成「聯合國」，與作為「軸心國」之首的加爾迦多帝國抗衡，並與並肩作戰過的迪恩共和國達成同盟。然而基於擔憂穆札亞合眾國日漸強大，因而導致內部分裂為「親帝國」與「反帝國」兩大派系。
根據原作中的描述，該國是以現實中殖民帝國時期的英國為原型，首都「修羅」亦是以倫敦為原型，作為小說第6-8卷的主要地點。而第6卷中描述過的首都中央的大鐘樓，是以現實中的大笨鐘為原型。

## 創作
本作前身為第32屆Fantasia大獎得獎作品。投稿文章時以《間諜被甜蜜地誘惑。被全校的美少女誘惑》為題。故事內容講述男主角是間諜學校的高材生，因故落得瀕臨退學的危機。為求不被退學，必須拿着1000點數到女間諜學校生活一個月，而且不能被奪走所有點數。相對地多名間諜女學生會用色誘、武力等手段從他手中奪取點數，以取得好成績。作者竹町在訪談中提到他以間諜為題材的契機是鬼牌遊戲和Princess Principal。間諜教室是將上述得獎作品全面改寫而成的。全面改寫並非竹町提出的，但他十分理解這個決定。這是因為他對自己的得獎作品也有一些不能接受的部份；從發展成連載小說的角度來看，也難以看見原本的故事應該如何發展。
製作改編漫畫的事宜在第1卷發售後就立即開始談了。漫畫由第5話起含有跟原著不同的劇情發展，新劇情由竹町所撰寫。竹町解釋漫畫須在每月一話的30頁內完成故事的起承轉合，而小說則有一本書的篇幅去完成這件事。他為了配合漫畫的表現手法，預備了用於漫畫的新劇情。雖然主線大致不變，但過程則有所變動。例如小說第1卷的故事聚焦在百合一人，而漫畫則會將篇幅分給小隊中的所有人。

## 宣傳
間諜教室發行之初有梅原裕一郎、雨宮天、伊藤美來、東山奈央、悠木碧、上坂堇、佐倉綾音和楠木燈，共8名聲優在其宣傳影片中為主角群配音，為首次有輕小說的宣傳影片有8名之多的聲優參與。另外也舉辦了「女主角總選舉」讀者投票活動以決定第2卷的封面人物，最終得票最高的角色是「忘我」。第5卷發行後水瀨祈加入。

## 出版書籍

### 輕小說
本篇
| 卷數 | KADOKAWA | KADOKAWA       | KADOKAWA                                                | 台灣角川         | 台灣角川       | 台灣角川                                             | 百花文艺出版社 | 百花文艺出版社 | 百花文艺出版社         | 備註   |
| 卷數 | 副標題   | 發售日期       | ISBN                                                    | 副標題           | 發售日期       | ISBN / EAN                                           | 副標題         | 發售日期       | ISBN                   | 備註   |
| ---- | -------- | -------------- | ------------------------------------------------------- | ---------------- | -------------- | ---------------------------------------------------- | -------------- | -------------- | ---------------------- | ------ |
| 1    |          | 2020年1月18日  | ISBN 978-4-04-073480-4                                  | 「花園」百合     | 2021年3月29日  | ISBN 978-986-524-291-6                               | 「花园」莉莉   | 2023年7月5日   | ISBN 978-7-5306-8567-9 | 第一季 |
| 2    |          | 2020年4月17日  | ISBN 978-4-04-073636-5                                  | 「愛娘」葛蕾特   | 2021年11月24日 | ISBN 978-986-524-950-2 EAN 471-351013901-1（特裝版） | 「爱女」格蕾特 | 2023年7月20日  | ISBN 978-7-5306-8565-5 | 第一季 |
| 3    |          | 2020年8月20日  | ISBN 978-4-04-073740-9                                  | 「忘我」安妮特   | 2022年3月21日  | ISBN 978-626-321-287-9                               |                |                |                        | 第一季 |
| 4    |          | 2020年12月19日 | ISBN 978-4-04-073741-6 ISBN 978-4-04-073938-0（特裝版） | 「夢語」緹雅     | 2022年6月13日  | ISBN 978-626-321-526-9                               |                |                |                        | 第一季 |
| 5    |          | 2021年5月20日  | ISBN 978-4-04-073742-3                                  | 「愚人」愛爾娜   | 2022年9月26日  | ISBN 978-626-321-783-6                               |                |                |                        | 第二季 |
| 6    |          | 2021年9月18日  | ISBN 978-4-04-074253-3                                  | 「百鬼」席薇亞   | 2023年1月5日   | ISBN 978-626-352-079-0                               |                |                |                        | 第二季 |
| 7    |          | 2022年3月19日  | ISBN 978-4-04-074254-0                                  | 「冰刃」莫妮卡   | 2023年3月9日   | ISBN 978-626-352-359-3                               |                |                |                        | 第二季 |
| 8    |          | 2022年7月20日  | ISBN 978-4-04-074607-4                                  | 「草原」莎拉     | 2023年8月9日   | ISBN 978-626-352-811-6                               |                |                |                        | 第二季 |
| 9    |          | 2023年1月20日  | ISBN 978-4-04-074766-8                                  | 「我樂多」安妮特 | 2023年10月18日 | ISBN 978-626-378-045-3                               |                |                |                        | 第三季 |
| 10   |          | 2023年7月20日  | ISBN 978-4-04-075017-0                                  | 「高天原」莎拉   | 2024年4月15日  | ISBN 978-626-378-762-9                               |                |                |                        | 第三季 |
| 11   |          | 2023年11月17日 | ISBN 978-4-04-075018-7                                  | 「付燒刃」莫妮卡 | 2025年2月17日  | ISBN 978-626-415-274-7                               |                |                |                        | 第三季 |
| 12   |          | 2024年10月19日 | ISBN 978-4-04-075338-6                                  |                  |                |                                                      |                |                |                        | 第三季 |
| 13   |          | 2025年6月20日  | ISBN 978-4-04-075893-0                                  |                  |                |                                                      |                |                |                        | 第三季 |

短篇集
| 卷數 | KADOKAWA | KADOKAWA       | KADOKAWA               |
| 卷數 | 副標題   | 發售日期       | ISBN                   |
| ---- | -------- | -------------- | ---------------------- |
| 1    |          | 2021年3月19日  | ISBN 978-4-04-074066-9 |
| 2    |          | 2021年12月18日 | ISBN 978-4-04-074358-5 |
| 3    |          | 2022年10月20日 | ISBN 978-4-04-074728-6 |
| 4    |          | 2023年3月17日  | ISBN 978-4-04-074919-8 |
| 5    |          | 2024年2月20日  | ISBN 978-4-04-075264-8 |

### 漫畫

#### 第1部份
| 卷數 | KADOKAWA       | KADOKAWA               | 青文出版社     | 青文出版社            |
| 卷數 | 發售日期       | ISBN                   | 發售日期       | ISBN                  |
| ---- | -------------- | ---------------------- | -------------- | --------------------- |
| 1    | 2020年12月23日 | ISBN 978-4-04-680002-2 | 2022年5月12日  | ISBN 978-626-322218-2 |
| 2    | 2021年8月23日  | ISBN 978-4-04-680542-3 | 2022年10月31日 | ISBN 978-626-340077-1 |
| 3    | 2022年7月20日  | ISBN 978-4-04-681523-1 |                |                       |

#### 第2部份：愛娘
| 卷數 | KADOKAWA       | KADOKAWA               |
| 卷數 | 發售日期       | ISBN                   |
| ---- | -------------- | ---------------------- |
| 1    | 2023年2月21日  | ISBN 978-4-04-682136-2 |
| 2    | 2023年11月17日 | ISBN 978-4-04-682841-5 |

#### 第3部份：忘我
| 卷數 | KADOKAWA       | KADOKAWA               |
| 卷數 | 發售日期       | ISBN                   |
| ---- | -------------- | ---------------------- |
| 1    | 2023年2月21日  | ISBN 978-4-04-682137-9 |
| 2    | 2023年11月17日 | ISBN 978-4-04-682842-2 |

#### 第4部份：燎火
| 卷數 | KADOKAWA       | KADOKAWA               |
| 卷數 | 發售日期       | ISBN                   |
| ---- | -------------- | ---------------------- |
| 1    | 2024年12月27日 | ISBN 978-4-04-811298-7 |
| 2    | 2025年3月28日  | ISBN 978-4-04-811472-1 |

## 迴響
本作獲得這本輕小說真厲害！2021文庫類別以及新作類別的第2位；綜合排名第3位。
截至2020年7月，本系列累積發行逾10萬本。截至2021年9月，逾50萬本。

## 電視動畫
2022年3月13日，在網絡節目「Fantasia文庫線上祭2022」中宣佈將獲改編為電視動畫。同日公開特報影片、一張以百合為主角的動畫化視覺圖，以及主要聲優和製作人員陣容。動畫製作公司是feel.。導演和系列構成分別是川口敬一郎和豬爪慎一，兩人曾在楚楚可憐超能少女組和SKET DANCE合作。百合和克勞斯的聲優跟小說宣傳片、廣播劇一樣，都是雨宮天和梅原裕一郎。本作動畫化的消息在一個月前已流出。同日亦宣佈將製作百合的人偶。「間諜教室動畫化」（スパイ教室アニメ化）當日一度在Twitter中成為日本當地的熱門趨勢。
作者竹町在小說第7卷（2022年3月19日出版）後記稱，雖然動畫不會照板煮碗地呈現「第一卷的『那個』」，但動畫製作方提供了「最好的意見」，「（對原作）相當尊重」，對此表示謝意。他每次劇本會議都有出席，後半部份的劇本會議因疫情關係，幾乎都改以遙距形式進行。
2022年7月15日，宣佈電視動畫將於2023年首播，「燈火」小隊6名成員的聲優亦沿用小說宣傳片的陣容（伊藤美來、東山奈央、悠木碧、上坂堇、佐倉綾音、楠木燈），並公開前導宣傳片和前導視覺圖。
2023年2月16日，製作委員會在動畫官網宣佈，受COVID-19疫情影響，原定於2月23日播出的第8話將延至3月2日播出。

### 製作人員
- 原作：竹町
- 原作插畫：
- 導演：川口敬一郎
- 系列構成：豬爪慎一
- 人物設定：木野下澄江
- 動畫製作：feel.[6]

### 主題曲
片頭曲
燈火（第4話—第11話）
作曲、編曲：fu_mou，作詞、主唱：nonoc
第3話為片尾插入。
樂園（第14話、第17話—第21話、第24話）
作詞：深川琴美，作曲、編曲：fu_mou，主唱：nonoc
第13話為片尾插入。
片尾曲
Secret Code（第2話、第5話、第8話—第11話）
作詞、作曲、編曲：ESME MORI，主唱：
Fool on the secret（第4話）
作詞、作曲、編曲：Kijibato，主唱：愛爾娜（水瀨祈）
DON'T（第6話）
作詞：，作曲、編曲：大熊淳生，主唱：席薇亞（東山奈央）
SPARKLEscape（第7話）
作詞、作曲、編曲：本田正樹，主唱：莎拉（佐倉綾音）
（第12話）
作詞：Cocoro.，作曲、編曲：本田正樹，主唱：葛蕾特（伊藤美來）
（第14話—第16話、第20話—第23話）
作詞、作曲：渡邊翔，編曲、主唱：sajou no hana
Pausing Shutter（第17話）
作詞：真崎エリカ，作曲：河合泰志，編曲：水野谷憐，主唱：莫妮卡（CV.悠木碧）
（第18話）
作詞：真崎エリカ，作曲、編曲：本多友紀，主唱：緹婭（CV.上坂菫）
Pureness×Careless（第19話）
作詞、作曲、編曲：Kijibato，主唱：安妮特（CV.楠木燈）
花の日（第24話）
作詞：，作曲：本多友紀，編曲：大熊淳生，主唱：百合（CV.雨宮天）

### 各話列表
| 話數  | 日文標題 | 中文標題              | 劇本       | 分鏡                             | 演出       | 作畫監督                                                                                         | 總作畫監督                                                     | 首播日期      | 小說改編卷數       |
| 第1季 | 第1季    | 第1季                 | 第1季      | 第1季                            | 第1季      | 第1季                                                                                            | 第1季                                                          | 第1季         | 第1季              |
| ----- | -------- | --------------------- | ---------- | -------------------------------- | ---------- | ------------------------------------------------------------------------------------------------ | -------------------------------------------------------------- | ------------- | ------------------ |
| 1     |          | MISSION 《花園》Ⅰ     | 豬爪慎一   | 川口敬一郎                       | 藤井隆文   | 瀧澤茉夕、古川瑛一郎、 黑川步、古川亮介                                                          | 枡田邦彰、佐藤元昭、 木野下澄江                                | 2023年 1月5日 | 第1卷              |
| 2     |          | MISSION 《花園》Ⅱ     | 豬爪慎一   | 小林智樹                         | 佐佐木達也 | 北村友幸、山崎正和、 黑川步、丸岡功治、 川島尚                                                   | 佐藤元昭、枡田邦彰、 世良公太、辻上彩華、 木野下澄江           | 1月12日       | 第1卷              |
| 3     |          | MISSION 《花園》Ⅲ     | 豬爪慎一   | 村田雅彥                         | 今井翔太   | 穗積彩夏、本間理莉、 中村一郎、北村友幸、 田村皐、古川亮介、 黑川步、顧銀秋                      | 清水慶太、枡田邦彰、 佐藤元昭、世良公太、 木野下澄江           | 1月19日       | 第1卷              |
| 4     |          | File《愚人》 之愛爾娜 | 川口敬一郎 | 松尾衡                           | 立田真一   | 柳川沙樹、清水慶太、 黑川步、川島尚、 古川亮介                                                   | 清水慶太、枡田邦彰、 佐藤元昭、世良公太                        | 1月26日       | 第1卷              |
| 5     |          | File《燈火》 的時間   | 豬爪慎一   | 川口敬一郎、 立田真一、 後藤康德 | 後藤康德   | 五藤有樹、木下由美子、 清水博幸、櫻井木實                                                        | 枡田邦彰、佐藤元昭、 清水慶太、世良公太、 辻上彩華、木野下澄江 | 2月2日        | 第1卷 （部份原創） |
| 6     |          | File《百鬼》 之席薇亞 | 兵頭一步   | 大原實                           | 藤井隆文   | 柳川沙樹、清水慶太、 黑川步、五月女妃苗、 川島尚、 STUDIO MASSKET                                | 枡田邦彰、佐藤元昭、 清水慶太、世良公太、 小笠原篤             | 2月9日        | 短篇集1            |
| 7     |          | File《草原》 之莎拉   | 木村暢     | 平川哲生                         | 吉澤太智   | Bibury Animation Studios、 館岡千明、西山實果、 水崎健太、BFS                                    | 枡田邦彰、佐藤元昭、 清水慶太、世良公太、 辻上彩華、木野下澄江 | 2月16日       | 短篇集1            |
| 8     |          | MISSION 《愛娘》Ⅰ     | 川口敬一郎 | 川口敬一郎                       | 高田淳     | 田頭沙織、黑川步、 川島尚、北村友幸、 中村一郎、蓋春垚                                           | 枡田邦彰、清水慶太、 佐藤元昭、木野下澄江、 世良公太           | 3月2日        | 第2卷              |
| 9     |          | MISSION 《愛娘》Ⅱ     | 豬爪慎一   | 大原實                           | 佐佐木達也 | 丸岡功治、川島尚、 黑川步、山崎正和                                                              | 枡田邦彰、清水慶太、 佐藤元昭、木野下澄江、 世良公太           | 3月9日        | 第2卷              |
| 10    |          | MISSION 《愛娘》Ⅲ     | 木村暢     | 小林智樹                         | 立田真一   | 田頭沙織、本間理莉、 柳川沙樹、清水慶太、 楊烈駿、山崎正和、 古川亮介                            | 枡田邦彰、清水慶太、 佐藤元昭、世良公太                        | 3月16日       | 第2卷              |
| 11    |          | MISSION 《愛娘》Ⅳ     | 兵頭一步   | 平川哲生 川口敬一郎              | 池端隆史   | 田頭沙織、山本篤史、 北村有幸、田村臯、 中村一郎、楊烈駿                                         | 清水慶太、枡田邦彰、 佐藤元昭、世良公太、 木野下澄江、小笠原篤 | 3月23日       | 第2卷              |
| 12    |          | File《愛娘》 之葛蕾特 | 豬爪慎一   | 川口敬一郎、 立田真一            | 吉澤太智   | 柳川沙樹、丸岡功治、 劉雲留、由崎正和、 川島尚、黑川步                                           | 枡田邦彰、清水慶太、 佐藤元昭、世良公太                        | 3月30日       | 短篇集1            |
| 第2季 |          |                       |            |                                  |            |                                                                                                  |                                                                |               |                    |
| 13    |          | MISSION 《忘我》Ⅰ     | 川口敬一郎 | 今井翔太                         | 今井翔太   | 丸岡功治、川島尚、 中村一郎、山崎正和                                                            | 枡田邦彰、佐藤元昭、 清水慶太、世良公太                        | 7月13日       | 第3卷              |
| 14    |          | MISSION 《忘我》Ⅱ     | 川口敬一郎 | 松尾衡                           | 吉澤太智   | 田頭沙織、黑川步、 北村有幸、姚遠、 劉雲留                                                       | 枡田邦彰、佐藤元昭、 世良公太、清水慶太、 穗積彩夏             | 7月20日       | 第3卷              |
| 15    |          | MISSION 《忘我》Ⅲ     | 兵頭一步   | 川崎逸朗                         | 立田真一   | 柳川沙樹、清水慶太、 緒方浩美、谷川亮介、 楊烈駿                                                 | 清水慶太、佐藤元昭                                             | 7月27日       | 第3卷              |
| 16    |          | MISSION 《忘我》Ⅳ     | 豬爪慎一   | 山本天志                         | 嵯峨敏     | 丸岡功治、山本篤史、 川島尚、黑川步、 山崎正和、中村一朗                                         | 枡田邦彰、佐藤元昭、 木野下澄江、世良公太、 清水慶太           | 8月3日        | 第3卷              |
| 17    |          | File《冰刃》 之莫妮卡 | 村上桃子   | 大原實                           | 吉澤大智   | 原田峰文、上原史也                                                                               | 枡田邦彰、佐藤元昭、 木野下澄江、世良公太、 辻上彩華           | 8月10日       | 短篇集1            |
| 18    |          | File《夢語》 之緹雅   | 村上桃子   | 大原實                           | 藤井隆文   | 柳川沙樹、稻田詩織、 鳥山真以、片桐七星、 楊烈駿、谷川亮介、 緒方浩美、黑川步                    | 清水慶太、小笠原篤                                             | 8月17日       | 短篇集2            |
| 19    |          | File《忘我》 之安妮特 | 村上桃子   | 今井翔太                         | 佐佐木達也 | 田頭沙織、黑川步、 山本篤史、北村友幸、 楊國福、朱至峰                                           | 枡田邦彰、佐藤元昭、 世良公太                                  | 8月24日       | 短篇集2            |
| 20    |          | MISSION 《夢語》Ⅰ     | 兵頭一步   | 島津裕行                         | 室谷靖     | 黑川步、川島尚、 中村一朗、山本知廣、 瀨戶良兼、田村皋                                           | 枡田邦彰、佐藤元昭、 清水慶太                                  | 8月31日       | 第4卷              |
| 21    |          | MISSION 《夢語》Ⅱ     | 木村畅     | 島津裕行                         | 立田真一   | 柳川沙树、穗积彩夏、 百代、杨烈骏、 谷川亮介、黑川步                                             | 清水庆太、木野下澄江、 枡田邦彰、佐藤元昭                      | 9月7日        | 第4卷              |
| 22    |          | MISSION 《夢語》Ⅲ     | 川口敬一郎 | 小林智樹                         | 今井翔太   | 立田真一、田頭沙織、 穂積彩夏、丸岡功治、 楊烈駿、川島尚、百代、 山本篤史、、 山崎正和、劉雲留   | 清水庆太、木野下澄江、 枡田邦彰、佐藤元昭                      | 9月14日       | 第4卷              |
| 23    |          | MISSION 《夢語》Ⅳ     | 豬爪慎一   | 川崎逸朗                         | 藤井隆文   | 立田真一、田頭沙織、 穗積彩夏、楊烈駿、 山本知廣、川島尚、 田村皐、北村友幸、 丸岡功治、山崎正和 | 枡田邦彰、木野下澄江、 佐藤元昭、清水慶太、 小笠原篤           | 9月21日       | 第4卷              |
| 24    |          | File《花園》 之百合   | 豬爪慎一   | 川口敬一郎                       | 嵯峨敏     | 柳川沙樹、山本知廣、 谷川亮介、黑川步、 山本篤史、緒方浩美                                       | 木野下澄江、佐藤元昭、 枡田邦彰、清水慶太                      | 9月28日       | 短篇集2            |

### 播映平台
| 播映國家、地區   | 播映平台              | 播映日期              | 播映時間              | 備註         |
| 第1季            | 第1季                 | 第1季                 | 第1季                 | 第1季        |
| ---------------- | --------------------- | --------------------- | --------------------- | ------------ |
| 台灣             | 巴哈姆特動畫瘋        | 2023年1月5日—3月30日  | 星期四 22:30（UTC+8） |              |
| 台灣             | 中華電信MOD           | 2023年1月5日—3月30日  | 星期四 22:30（UTC+8） |              |
| 台灣             | Hami Video            | 2023年1月5日—3月30日  | 星期四 22:30（UTC+8） |              |
| 台灣             | LiTV 線上影視         | 2023年1月5日—3月30日  | 星期四 22:30（UTC+8） |              |
| 台灣             | MyVideo               | 2023年1月5日—3月30日  | 星期四 22:30（UTC+8） |              |
| 台灣             | KKTV                  | 2023年1月5日—3月30日  | 星期四 22:30（UTC+8） |              |
| 台灣             | LINE TV               | 2023年1月5日—3月30日  | 星期四 22:30（UTC+8） |              |
| 台灣             | Yahoo TV              | 2023年1月5日—3月30日  | 星期四 22:30（UTC+8） |              |
| 台灣             | 遠傳friDay影音        | 2023年1月5日—3月30日  | 星期四 22:30（UTC+8） |              |
| 台灣             | bbTV                  | 2023年1月5日—3月30日  | 星期四 22:30（UTC+8） |              |
| 台灣             | CATCHPLAY+            | 2023年1月5日—3月30日  | 星期四 22:30（UTC+8） |              |
| 台灣             | 木棉花台灣YouTube頻道 | 2023年1月5日—3月30日  | 星期四 22:30（UTC+8） |              |
| 香港、澳門       | 木棉花香港YouTube頻道 | 2023年1月5日—3月30日  | 星期四 22:30（UTC+8） |              |
| 香港、澳門、台灣 | bilibili              | 2023年1月5日—3月30日  | 星期四 22:30（UTC+8） | [ 68 ] [ h ] |
| 第2季            |                       |                       |                       |              |
| 台灣             | 巴哈姆特動畫瘋        | 2023年7月13日—9月28日 | 星期四 22:30（UTC+8） |              |
| 台灣             | 中華電信MOD           | 2023年7月13日—9月28日 | 星期四 22:30（UTC+8） |              |
| 台灣             | Hami Video            | 2023年7月13日—9月28日 | 星期四 22:30（UTC+8） |              |
| 台灣             | LiTV 線上影視         | 2023年7月13日—9月28日 | 星期四 22:30（UTC+8） |              |
| 台灣             | MyVideo               | 2023年7月13日—9月28日 | 星期四 22:30（UTC+8） |              |
| 台灣             | KKTV                  | 2023年7月13日—9月28日 | 星期四 22:30（UTC+8） |              |
| 台灣             | LINE TV               | 2023年7月13日—9月28日 | 星期四 22:30（UTC+8） |              |
| 台灣             | Yahoo TV              | 2023年7月13日—9月28日 | 星期四 22:30（UTC+8） |              |
| 台灣             | 遠傳friDay影音        | 2023年7月13日—9月28日 | 星期四 22:30（UTC+8） |              |
| 台灣             | CATCHPLAY+            | 2023年7月13日—9月28日 | 星期四 22:30（UTC+8） |              |
| 台灣             | 木棉花台灣YouTube頻道 | 2023年7月13日—9月28日 | 星期四 22:30（UTC+8） |              |
| 香港、澳門       | 木棉花香港YouTube頻道 | 2023年7月13日—9月28日 | 星期四 22:30（UTC+8） |              |
| 香港、澳門、台灣 | bilibili              | 2023年7月13日—9月28日 | 星期四 22:30（UTC+8） |              |

### BD與DVD
| 卷數   | 發售日期       | 收錄話數       | 產品編號   | 產品編號   |
| 卷數   | 發售日期       | 收錄話數       | BD         | DVD        |
| 第一季 | 第一季         | 第一季         | 第一季     | 第一季     |
| ------ | -------------- | -------------- | ---------- | ---------- |
| 1      | 2023年3月24日  | 第1話－第6話   | ZMAZ-16481 | ZMSZ-16491 |
| 2      | 2023年7月12日  | 第3話－第4話   | ZMAZ-16482 | ZMSZ-16492 |
| 第二季 |                |                |            |            |
| 3      | 2023年10月25日 | 第13話－第18話 | ZMAZ-16483 | ZMSZ-16493 |
| 4      | 2023年12月22日 | 第19話－第24話 | ZMAZ-16484 | ZMSZ-16494 |

## 外部連結
- 富士見Fantasia文庫特設網站（日語）
- YouTube宣傳影片（日語）
- 小說的X（前Twitter）（日語）
- 漫畫連載網站（日語）
- 電視動畫官方網站（日語）
- 電視動畫的X（前Twitter）（日語）